# Ère Kyūju
L'ère Kyūju (久寿) est une des ères du Japon (年号, nengō, lit. « nom de l'année ») après l'ère Ninpei et avant l'ère Hōgen. Cette ère couvre la période allant du mois d'octobre 1154 au mois d'avril 1156. Les empereurs régnants sont Konoe-tennō (近衛天皇) et Go-Shirakawa-tennō (後白河天皇).

## Changement d'ère
- 14 février 1154 Kyūju gannen (久寿元年?) : Le nom de la nouvelle ère est créé pour marquer un événement ou une série d'événements. L'ère précédente se termine là où commence la nouvelle, en Ninpei 4, le 28e jour du 10e mois de 1154[3].

## Événements de l'ère Kyūju
- 1154 (Kyūju 1, 5e mois) : L'udaijin Minamoto Masasada se retire de la vie publique et devient prêtre à l'âge de 61 ans. Il meurt quelques années plus tard[4].
- 1154 (Kyūju 1, 8e mois) : Fujiwara Saneyoshi, ministre de la droite, est élevé au rôle de ministre de la gauche et l'ancien dainagon Fujiwara Kanenaga (âgé de 17 ans) est élevé pour prendre la fonction nouvellement vacante de ministre de la droite[4].
- 22 août 1155 (Kyūju 2, 23e jour du 7e mois) : L'empereur Konoe meurt sans héritier à l'âge de 17 ans[3].
- 23 août 1155 (Kyūju 2, 24e jour du 7e mois) : Durant la 14e année du règne de Konoe-tennō (近衛天皇14年), l'empereur meurt et malgré un différend relatif à la personne qui doit lui succéder, les lettrés d'alors jugent que la succession (senso) doit être reçue par un frère cadet, le 14e fils de l'ancien empereur Toba. Peu après, l'empereur est déclaré avoir accédé au trône (sokui)[5].

| Kyūju     | 1re  | 2e   | 3e   |
| Grégorien | 1154 | 1155 | 1156 |